# Grote watereppe
De grote watereppe (Sium latifolium) is een vaste plant, die behoort tot de schermbloemenfamilie (Apiaceae). De grote watereppe komt van nature voor in de gematigde gebieden van Eurazië. De soort staat op de Nederlandse Rode lijst van planten als een soort die in Nederland algemeen voorkomt en matig afgenomen is. Het aantal chromosomen is 2n = 20. De wortel en de vruchten zijn giftig door de aanwezigheid van de polyynen falcarinol en falcarinon.
De plant wordt 60 - 120 cm hoog. De holle stengel is kantig en gegroefd. De ondergedoken voorjaarsbladeren zijn 2 - 3-voudig geveerd met lijnvormige slippen. De boven water uitstekende, tot 40 cm lange bladeren zijn enkel geveerd. De 4 - 7 cm lange en 0,8 - 2 cm brede, lancetvormige tot langwerpige blaadjes hebben een fijn gezaagde bladrand en het topblaadje is gesteeld. De bladsteel van de onderste bladeren hebben twee of meer dwarsschotten.
De plant bloeit in juli en augustus met 4 mm grote, witte bloemen in eindelingse, 6 - 10 cm brede, 20 - 30 stralige schermen. De kelkbladen zijn priemvormig en vaak ongelijk. Er zijn meestal 2 - 6 omwindselbladeren en omwindselblaadjes.
De vrucht is een tweedelige splitvrucht met 2 mm brede, ronde deelvruchten. In het vooraanzicht is de 3 - 4 mm lange vrucht eirond. De vrucht heeft vrij brede, sterk uitspringende, afgeronde ribben. De deelvruchten hebben dunne ribben en een dunne, kurkachtige wand.

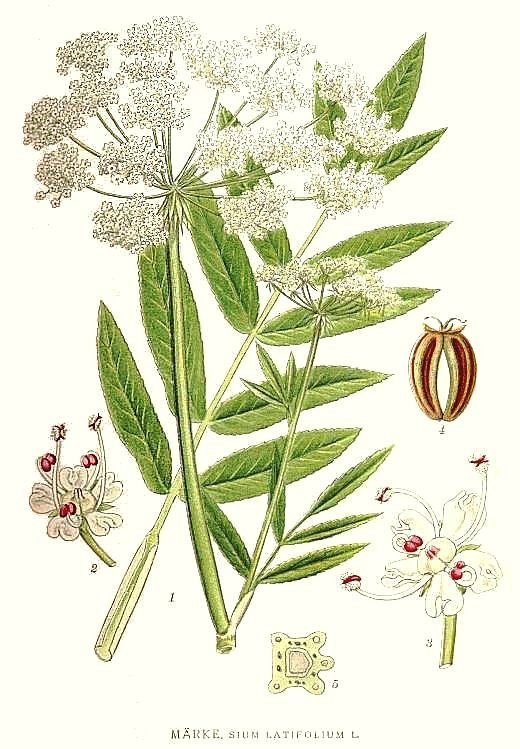
Grote watereppe
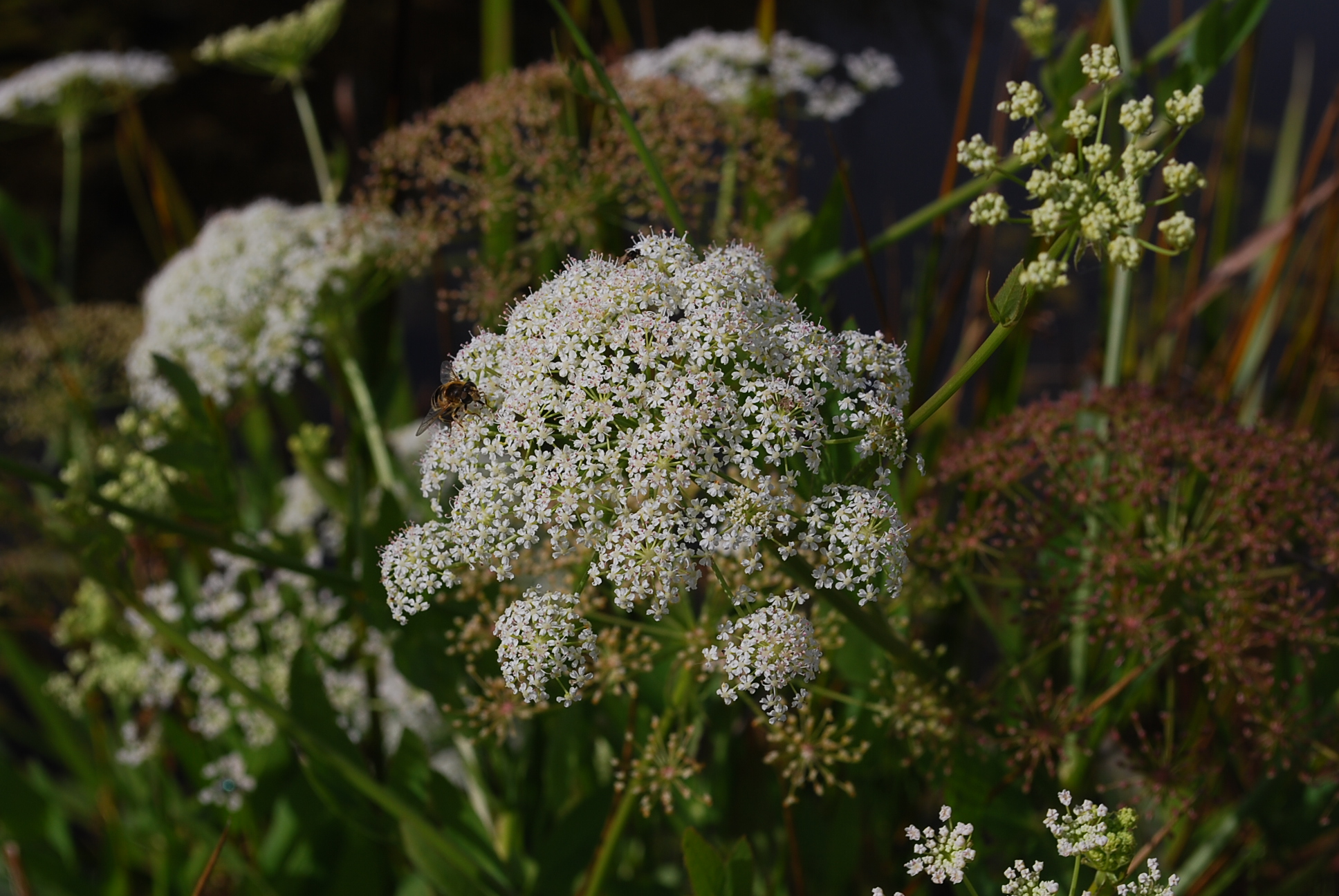
Bloeiwijze

## Voorkomen
De grote watereppe komt voor langs het water, op drijftillen en in grienden en moerasbossen.